# Simona Meiler
Simona Meiler (ur. 13 września 1989 w Flims) – szwajcarska snowboardzistka. Jej najlepszym wynikiem olimpijskim jest 9. miejsce w snowcrossie na igrzyskach w Vancouver. Na mistrzostwach świata najlepszy wynik uzyskała na mistrzostwach w Kangwŏn, gdzie zajęła 10. miejsce w snowcrossie. Najlepsze wyniki w Pucharze Świata osiągnęła w sezonie 2009/2010, kiedy to zajęła 15. miejsce w klasyfikacji generalnej, a w klasyfikacji snowcrossu była piąta.

## Sukcesy

### Igrzyska olimpijskie
| Miejsce | Dzień     | Rok  | Miejscowość | Konkurencja    | Zwycięzca     |
| ------- | --------- | ---- | ----------- | -------------- | ------------- |
| 9.      | 16 lutego | 2010 | Vancouver   | Snowboardcross | Maëlle Ricker |

### Mistrzostwa Świata
| Miejsce | Dzień       | Rok  | Miejscowość | Konkurencja    | Zwycięzca          |
| ------- | ----------- | ---- | ----------- | -------------- | ------------------ |
| 17.     | 14 stycznia | 2007 | Arosa       | Snowboardcross | Lindsey Jacobellis |
| 10.     | 18 stycznia | 2009 | Kangwŏn     | Snowboardcross | Helene Olafsen     |

### Puchar Świata

#### Miejsca w klasyfikacji generalnej
- 2005/2006 - 192.
- 2006/2007 - 69.
- 2007/2008 - 34.
- 2008/2009 - 32.
- 2009/2010 - 15.

#### Miejsca na podium
1. Telluride – 19 grudnia 2009 (Snowcross) - 2. miejsce
2. La Molina – 19 marca 2010 (Snowcross) - 2. miejsce